# Geotechnika
Geotechnika je inženýrský obor, který se zabývá vlastnostmi půdy a hornin a jejich vlivem na stavební konstrukce. Je součástí širšího oboru stavebního inženýrství jako geologie, hydrogeologie, mechaniky zemin a hornin, hraje klíčovou roli zejména při návrhu základů staveb a podzemního stavitelství, svahových stabilit, tunelů, hrází, násypů a podobně

## Řeší
- Stabilitu a bezpečnost stavby
- Základnové poměry (horninové prostředí), které musí pod základovou spárou odpovídat
  - Únosnosti
  - Stlačitelnosti

## Skládá se z
- Ing. Geologie – zabývá se zemním nebo horninovým prostředím, které je dotčeno stavební činností
- Mechanika zemin – zabývá se silovým a mechanickým působením v prostředí zemin
- Mechanika hornin – zabývá se silovým a mechanickým působením v prostředí hornin
- Zakládání staveb – zabývá se přenosem mechanického a silového působení z inženýrské nebo pozemní konstrukce do podzákladí
- Geomechanika – Mechanika hornin + mechanika zemin
- Geologie – mechanika zemin + stavební inženýrství + přírodní vědy + mechanika zemin

## Základní pojmy
- Horninový masiv – pevná část zemské kůry v původním uložení
- Hornina – minerální látka, která se podílí na skladbě zemské kůry
- Zemina – druhotná látka, která vzniká z větrávání.